# Rich Square
Rich Square é uma cidade  localizada no estado norte-americano de Carolina do Norte, no Condado de Northampton.

## Demografia
Segundo o censo norte-americano de 2000, a sua população era de 931 habitantes.
Em 2006, foi estimada uma população de 1004, um aumento de 73 (7.8%).

## Geografia
De acordo com o United States Census Bureau tem uma área de
7,3 km², dos quais 7,3 km² cobertos por terra e 0,0 km² cobertos por água. Rich Square localiza-se a aproximadamente 21 m acima do nível do mar.

## Localidades na vizinhança
O diagrama seguinte representa as localidades num raio de 16 km ao redor de Rich Square.